# Matijs Dierickx
Matijs Dierickx (Dendermonde, 18 november 1991) is een Belgisch badmintonspeler. 

## Levensloop
Dierickx werd tweemaal Belgisch kampioen in het 'gemengd dubbel' (2016 met Steffi Annys en 2018 met Flore Vandenhoucke) en zevenmaal met Freek Golinski bij de 'heren dubbel' (2011 en 2013-2018). In 2024 nam hij opnieuw deel aan het Belgisch kampioenschap en werd hij samen met Golinski vice-kampioen bij de 'heren dubbel'.

## Palmares

### BWF International Challenge/Series
Heren dubbel
| Jaar | Toernooi               | Partner        | Tegenstanders                            | Score               | Resultaat |
| ---- | ---------------------- | -------------- | ---------------------------------------- | ------------------- | --------- |
| 2017 | Slovenia International | Freek Golinski | Jeppe Bay Rasmus Kjær                    | 21-13, 21-16        | winnaar   |
| 2016 | Jamaica International  | Freek Golinski | Alwin Francis Tarun Kona                 | 21-19, Opgave       | winnaar   |
| 2015 | Mercosul International | Freek Golinski | Phillip Chew Sattawat Pongnairat         | 21-13, 8-21, 21-19  | winnaar   |
| 2014 | Peru International     | Freek Golinski | Christian Yahya Christianto Hock Lai Lee | 17-21, 21-19, 21-13 | winnaar   |
| 2014 | Iceland International  | Freek Golinski | Martin Campbell Patrick MacHugh          | 15-21, 21-12, 14-21 | 2e plaats |
| 2012 | Polish International   | Freek Golinski | Lukasz Moren Wojciech Szkudlarczyk       | 13-21, 9-21         | 2e plaats |